# ذخیره مورد علاقه
ذخیره مورد علاقه (به انگلیسی: Lay the Favorite) فیلمی است محصول سال ۲۰۱۲ و به کارگردانی استیون فریرز است. در این فیلم بازیگرانی همچون بروس ویلیس، ربکا هال، کاترین زیتا جونز، جاشوا جکسون، وینس وان، لورا پرپون، جان کارول لینچ، کوربین برنسن و فرانک گریلو ایفای نقش کرده‌اند.